# Germain Henri Hess
Germain Henri Hess (rusky Герман Иванович Гесс, čte se German Ivanovič Gess; 7. srpna 1802 Ženeva – 12. prosince 1850 Petrohrad) byl švýcarsko-ruský chemik a lékař, který v roce 1840 formuloval druhý zákon termochemie – Hessův zákon.

## Původ a dětství
Hess se narodil 26. července (7. srpna) v Ženevě ve Švýcarsku. Jeho otec byl umělec a v roce 1805 se rodina přestěhovala do Ruska, aby tam pracoval jako učitel v bohaté rodině. Jeho matka narozená ve Švýcarsku byla také učitelkou a Hess měl výhodu, že se doma učil německy a francouzsky. V roce 1817 se jeho rodina přestěhovala do Dorpatu v Ruské říši (nyní Tartu v Estonsku), kde dva roky navštěvoval soukromou školu a poté gymnázium, které dokončil v roce 1822.

## Vzdělání a kariera
Na podzim téhož roku Hess začal studovat medicínu na univerzitě v Dorpatu. Katedra chemie byla zodpovědná za kurzy chemie na medicíně a farmacii. Vedl je profesor Gottfried W. Osann, který přednášel v němčině. To bylo pro Hesse velmi významné, neboť pod jeho vedením začal Hess provádět chemické analýzy. Také se zajímal o přednášky profesora fyziky Georgese-Frédérica Parrota a profesora mineralogie Moritze von Engelhardta. Univerzitu absolvoval Hess s vyznamenáním a titul doktora medicíny získal se svou disertační prací nazvanou Něco o léčebných vodách, zejména těch v Rusku. V roce 1825 se kvalifikoval jako lékař.
Na žádost profesorů Osanna a Engelhardta byl Hess poslán do Švédska, aby navštívil švédského chemika Jönse Jakoba Berzeliuse. Po tomto setkání se Hess jednou provždy nadchl pro chemii. Po návratu do Ruska se Hess připojil k expedici, aby studoval geologii Uralu. Podle předpisů té doby museli noví lékaři absolvovat praxi v některém ruském pohraničním městě. Hess proto v srpnu 1826 odešel do Irkutska.

## Výzkum a výuka chemie
V roce 1830 se Hess začal zabývat chemií na plný úvazek, především výzkumem a výukou. Později se stal pomocným profesorem chemie na Petrohradské akademii věd. Hess byl především experimentálním chemikem, měl však také zájem o teoretické výzkumy. Zabýval se tím, jak chemická afinita souvisí s teplem v chemických reakcích. Jeho experimenty v roce 1840 s různými hydráty kyseliny sírové ukázaly, že teplo uvolněné při jejich tvorbě bylo vždy stejné, ať už reakce probíhaly přímo nebo prostřednictvím meziproduktů.

Hess tak formuloval zvláštní případ zachování energie dva roky předtím, než Julius Robert von Mayer v roce 1842 uvedl obecnější princip druhého termodynamického zákona. Hessův nejslavnější článek o termochemickém principu byl publikován v roce 1840. Hess si byl plně vědom důležitosti svého příspěvku, neboť zákon byl nazván Hessův zákon. Také se nazývá první termochemický zákon nebo zákon konstantního součtu tepla:
| „ | V řadě chemických reakcí závisí celková získaná nebo ztracená energie pouze na počátečním a konečném stavu, bez ohledu na počet nebo dráhu kroků. | “ |

V roce 1842 navrhl Hess další princip – zákon termoneutrality, jehož úplné vysvětlení poskytl až o 45 let později, pokud jde o elektrolytickou disociaci, švédský chemik Svante Arrhenius. Zákon termoneutrality zní:
| „ | Při výměnných reakcích neutrálních solí ve vodném roztoku se nevyvíjí žádné teplo. | “ |

Po těchto dvou hlavních objevech získal Hess velkou prestiž a vliv na vývoj chemie v Rusku. Jeho kniha Osnovania Chistoy Khimii (Základy čisté chemie) byla vydána sedmkrát a stala se základní ruskou učebnicí pro vysokoškolskou chemii až do roku 1861. Hess se zabýval i výzkumem minerálů. Analyzoval například tellurid stříbrný (Ag2Te), který byl na jeho počest pojmenován hessit.

## Smrt
Hess byl aktivní jako učitel a mentor mladých vědců, dokud ho jeho špatné zdraví v roce 1848 nedonutilo odejít do důchodu. Zemřel předčasně v roce 1850 ve věku 48 let v Petrohradě. Je pohřben na Smolenském luterském hřbitově.